# Nososticta wallacii
Nososticta wallacii – gatunek ważki z rodziny pióronogowatych (Platycnemididae).